# Dror Shaul

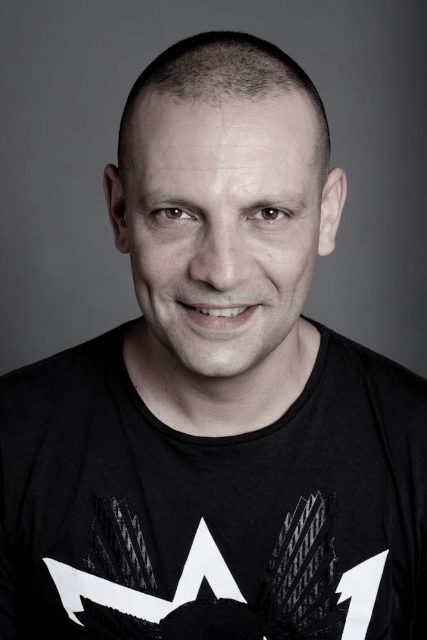
Dror Shaul (2008)

Dror Shaul (hebräisch דרור שאול; * 28. Juni 1971 in Israel) ist ein israelischer Filmregisseur, Drehbuchautor und Filmproduzent.

## Leben
Dror Shaul wuchs im Kibbuz Kissufim auf. Seine Erfahrungen verarbeitete er später in dem semi-autobiographischen Filmdrama Sweet Mud – Im Himmel gefangen. Dafür erhielt er national wie international Kritikerlob und wurde beispielsweise bei der Berlinale 2007 mit einem Gläsernen Bär ausgezeichnet und erhielt 2006 beim israelischen Filmpreis Ophir Award zwei Nominierungen, für die Beste Regie und das Beste Drehbuch.

## Filmografie (Auswahl)
- 1999: Mivtza Savta
- 2003: Sima Vaknin Machshefa
- 2006: Sweet Mud – Im Himmel gefangen (Adama Meshuga'at)
- 2015: Atomic Falafel

## Auszeichnungen (Auswahl)
- 2006: Nominierung für den Ophir Award für die Beste Regie mit Sweet Mud – Im Himmel gefangen
- 2006: Nominierung für den Ophir Award für das Beste Drehbuch mit Sweet Mud – Im Himmel gefangen
- 2007: Preis der Jury für Sweet Mud – Im Himmel gefangen (Bester ausländischer Spielfilm)